# Coraje Salvaje
Coraje Salvaje es una telenovela boliviana, producción de Nando Chavez y la productora TeleArte, basada en los personajes Juanoncho y Sinforoso y que fue transmitida por Red Uno en 2001 contando con una duración de 50 capítulos. Es considerada, según Bolivia.com, una de las 9 telenovelas bolivianas más recordadas.

## Argumento
La trama está ambientada en el año 1983. Amalia (Eneas Gentili) y Sinforoso (Nando Chavez), una controvertida pareja, llegan a la estancia de Rigoberto Pereyra (Chino Clavijo), ubicada en el Urubó, con el propósito de apropiarse de sus tierras. Amalia seduce al señor haciéndose pasar por amiga de su difunta esposa hasta que con el tiempo consigue casarse con él. Al fallecer Rigoberto la situación se torna conflictiva porque aparece una heredera, Isabelita.
Pascual (Elías Serrano) es desbancado, pero se enfrenta al nuevo capataz cuando atropella a los otros empleados de la quinta. Sinforoso al enamorarse de Sirena decide cambiar sus actitudes de mujeriego. Esta situación fracasa porque el no logra el idilio adoptando una personalidad mucho más resentida.

## Elenco
- Nando Chavez como Sinforoso
- Eneas Gentili como Amalia
- Chino Clavijo como Rigoberto Pereyra
- Elías Serrano como Pascual
- Fatima Goméz como Sirena/Rosario
- Alexandra Apone como Matilde
- Javier Yabeta como Beto
- Esther Tardío
- Yinmi Rodríguez
- Cindy Dellén